# NGC 4625
NGC 4625 é uma galáxia espiral barrada (SBm/P) localizada na direcção da constelação de Canes Venatici. Possui uma declinação de +41° 16' 25" e uma ascensão recta de 12 horas, 41 minutos e 52,5 segundos.
A galáxia NGC 4625 foi descoberta em 9 de Abril de 1787 por William Herschel.